# Lumpenopsis clitella
Lumpenopsis clitella is een straalvinnige vissensoort uit de familie van stekelruggen (Stichaeidae). De wetenschappelijke naam van de soort is voor het eerst geldig gepubliceerd in 2003 door Hastings & Walker.